# Luiz Aquila
Luiz Aquila da Rocha Miranda (* 27. Februar 1943 in Rio de Janeiro) ist ein brasilianischer Künstler. Er gilt als Vorreiter des brasilianischen Informalismus, als „Vater der Generation ’80“ brasilianischer Maler.

## Werdegang
Der Sohn des Künstlers und Architekten Alcides da Rocha Miranda wurde durch seinen Vater schon früh an die Kunst herangeführt. Bereits 1959/60 studierte er in Rio de Janeiro Malerei, Zeichnen und Kunstdruck. 1962 belegte er Kurse am Institut für Kunst und Architektur der Universität von Brasília. Er erhielt ein Stipendium aus Frankreich und lebte ab 1965 einige Zeit in Paris, wo er an der Cité International des Arts arbeitete.
1967 konnte er Radierungen bei der portugiesischen Druckergilde in Lissabon studieren; hier hatte er in der Galeria 111 1968 seine erste erwähnenswerte Einzelausstellung, der in den 1970er Jahren mehrere in Großbritannien, Frankreich und Spanien sowie in seinem Heimatland folgen. Zu seiner Zeit in Portugal begann er, als Kunstlehrer tätig zu werden, zunächst in Évora, dann zurück in seiner Heimat in Brasilia und im peruanischen Lima. An der Slade School of Fine Art in London bildete er sich ab 1972 selbst in Lithografie und Radierungen weiter. Von 1978 bis 1986 lehrte er an der Escola de Artes Visuais do Parque Lage, der Schule für Bildende Kunst in Rio de Janeiro, wo er auch sein Atelier einrichtete. Von 1988 bis 1991 war er Direktor der Schule.
Aquila lebt in Petrópolis und Rio de Janeiro. Er ist der Vater der Smoke-City-Sängerin Nina Miranda.

## Auszeichnungen
- 1979: 2º Salão Nacional de Artes Plásticas, Rio de Janeiro, Preisträger
- 1991: Offizier (Oficial) des brasilianischen Verdienstordens Rio-Branco-Orden (Ordem de Rio Branco)
- 1997: Chevalier des Arts et Lettres, Orden des französischen Kulturministeriums